# Megachile sinensis
Megachile sinensis är en biart som först beskrevs av Wu 1985.  Megachile sinensis ingår i släktet tapetserarbin, och familjen buksamlarbin. Inga underarter finns listade i Catalogue of Life.